# Лучший футбольный защитник года в Италии
Лучший футбольный защитник года в Италии (итал. Migliore difensore) — ежегодная награда, вручаемая Ассоциацией футболистов Италии лучшему защитнику сезона Серии А. Данная награда является частью Оскар дель Кальчо. В отличие от остальных наград вручается только с 2000 года.

## Лауреаты
| Год  | Игрок                            | Клуб                       |
| ---- | -------------------------------- | -------------------------- |
| 2000 | Алессандро Неста                 | «Лацио»                    |
| 2001 | Алессандро Неста                 | «Лацио»                    |
| 2002 | Алессандро Неста                 | «Лацио»                    |
| 2003 | Алессандро Неста                 | «Милан»                    |
| 2004 | Паоло Мальдини                   | «Милан»                    |
| 2005 | Фабио Каннаваро                  | «Ювентус»                  |
| 2006 | Фабио Каннаваро                  | «Ювентус»                  |
| 2007 | Марко Матерацци                  | «Интернационале»           |
| 2008 | Джорджо Кьеллини                 | «Ювентус»                  |
| 2009 | Джорджо Кьеллини                 | «Ювентус»                  |
| 2010 | Вальтер Самуэль Джорджо Кьеллини | «Интернационале» «Ювентус» |

### По клубам
| Клуб                | Кол-во |
| ------------------- | ------ |
| «Ювентус»           | 44     |
| «Лацио»             | 34     |
| «Милан»             | 2      |
| «Манчестер Юнайтед» | 2      |

Официальный сайт Ассоциации футболистов Италии